# 弗內斯冰川
61°6′S 54°52′W / 61.100°S 54.867°W
弗內斯冰川（英語：Furness Glacier）是南極洲的冰川，位於南設得蘭群島的象島北岸，流經貝爾舍姆角和懷爾德角之間，由英國南極探險家歐內斯特·沙克爾頓繪入地圖和命名，現時由南極條約體系管理。